# Косовско-Поморавский округ
Косовско-Поморавский округ (серб. Косовско-поморавски округ) — округ на юге Сербии, в автономном крае Косово и Метохии (фактически контролируется властями частично признанной Республики Косово). Центр округа — город Гнилане.
По административному делению УНМИК Республики Косово примерно соответствует Гниланскому округу, кроме общины Ново-Брдо.

## Общины
Косовско-Поморавский округ включает 4 общины, которые объединяют 184 населённых пункта.
| № | Община            | Площадь, км² | Число населённых пунктов |
| - | ----------------- | ------------ | ------------------------ |
| 1 | Витина            | 289          | 43                       |
| 2 | Гнилане           | 510          | 57                       |
| 3 | Косовска-Каменица | 509          | 74                       |
| 4 | Ново-Брдо         | 81           | 10                       |
|   | ВСЕГО             | 1388         | 184                      |

## Население
На территории округа проживает 217,7 тыс. человек